# شاندور ماترایی
شاندور ماترایی (مجاری: Sándor Mátrai; ۲۰ نوامبر ۱۹۳۲ – ۳۰ مهٔ ۲۰۰۲) بازیکن فوتبال اهل مجارستان بود.
از باشگاه‌هایی که در آن بازی کرده‌است می‌توان به باشگاه فوتبال فرنتس‌واروش اشاره کرد.
وی همچنین در تیم ملی فوتبال مجارستان بازی کرده‌است.